# Gymnoscelis transapicalis
Gymnoscelis transapicalis är en fjärilsart som beskrevs av Holloway 1977. Gymnoscelis transapicalis ingår i släktet Gymnoscelis och familjen mätare. Inga underarter finns listade i Catalogue of Life.